# Llau del Pas del Pi
La llau del Pas del Pi és una llau de l'antic terme d'Hortoneda de la Conca, actualment integrant del municipi de Conca de Dalt, al Pallars Jussà. És al vessant del poble d'Hortoneda, però més a prop del de Pessonada.
Es forma a 1.396,5 metres d'altitud, al vessant de ponent de l'extrem meridional de la Serra del Banyader, al nord del Serrat de Ramanitxo, al sud de la Solana del Pas del Pi. Des d'aquest lloc davalla cap al nord-oest, de forma paral·lela al serrat i a la solana esmentats i a l'Obaga del Pas del Pi, i s'aboca en el barranc de la Coma de l'Olla a llevant de les Costes de Cantellet.